# Unserer Lieben Frau (Dietfurt an der Altmühl)

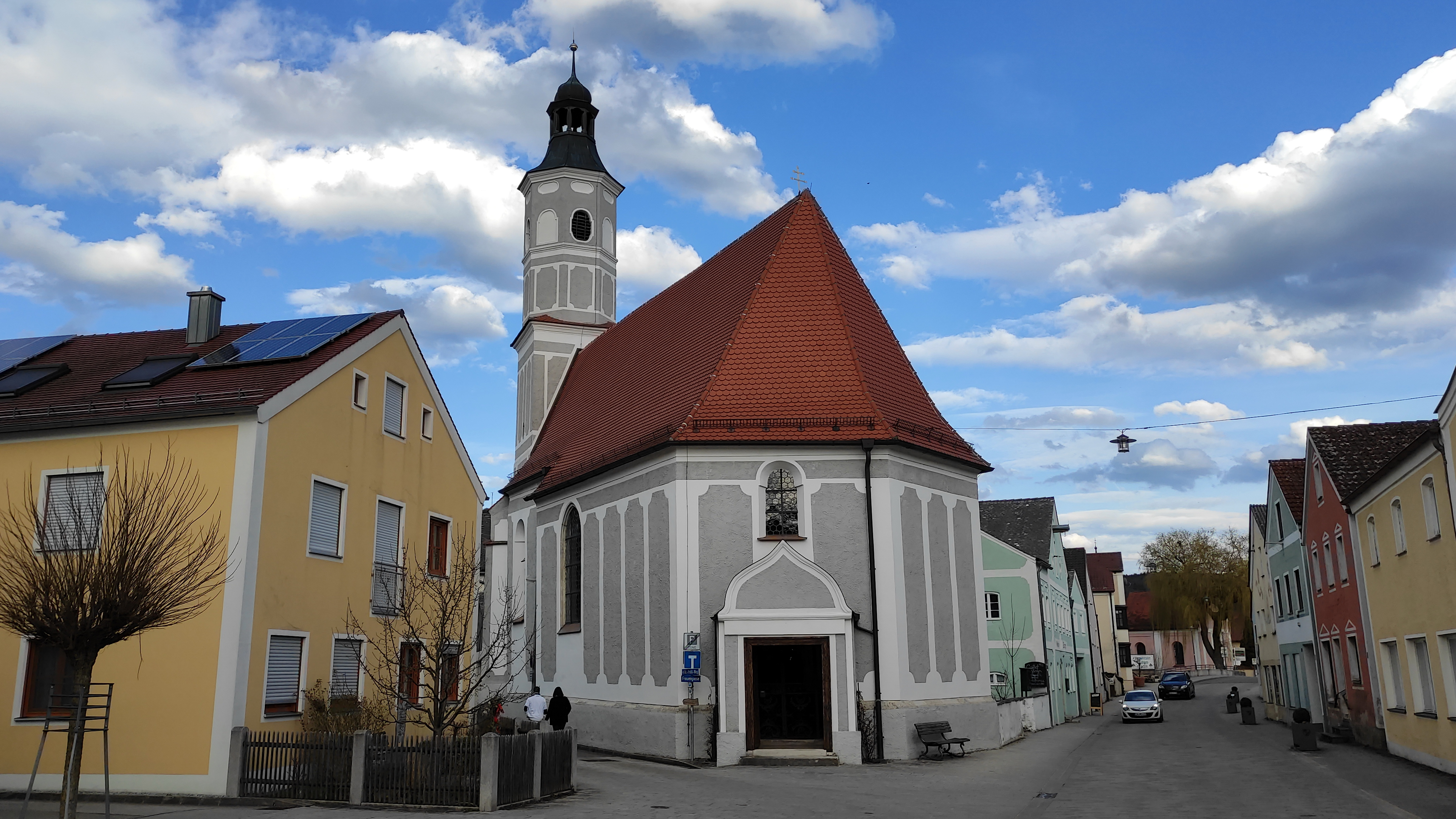
Unserer Lieben Frau (Dietfurt an der Altmühl)

Die römisch-katholische, denkmalgeschützte Kirche Unserer Lieben Frau steht in Dietfurt an der Altmühl, einer Stadt im Landkreis Neumarkt in der Oberpfalz. Die Kirche gehört zum Pfarrverband Dietfurt im Dekanat Neumarkt in der Oberpfalz des Bistums Eichstätt. Das Bauwerk ist unter der Denkmalnummer D-3-73-121-17 als Baudenkmal in die Bayerische Denkmalliste eingetragen.

## Beschreibung
Die 1454 gebaute Saalkirche wurde im 18. Jahrhundert mehrfach umgestaltet. Das Langhaus ist im Westen zweiseitig abgeschlossen. Im Osten des Langhauses befindet sich der eingezogene, dreiseitig abgeschlossene Chor. An dessen Stirnseite ist der 1744 erneuerte und 1748 barockisierte Kirchturm auf quadratischem Grundriss angebaut, dessen oberstes achteckiges Geschoss den Glockenstuhl beherbergt. Darauf sitzt eine Haube, die in eine offene Laterne übergeht. 
Der Innenraum des Chors ist mit einem Stichkappengewölbe überspannt. Das Langhaus ist innen flachgedeckt. Zur Kirchenausstattung gehören ein 1685 gestifteter Hochaltar und die Ende des 17. Jahrhunderts gebaute Kanzel, auf deren Brüstung die Evangelistensymbole zu sehen sind.